# Lijst van trainers van Liverpool FC
Deze lijst omvat de voetbalcoaches die de Engelse club Liverpool FC hebben getraind vanaf 1892 tot op heden.

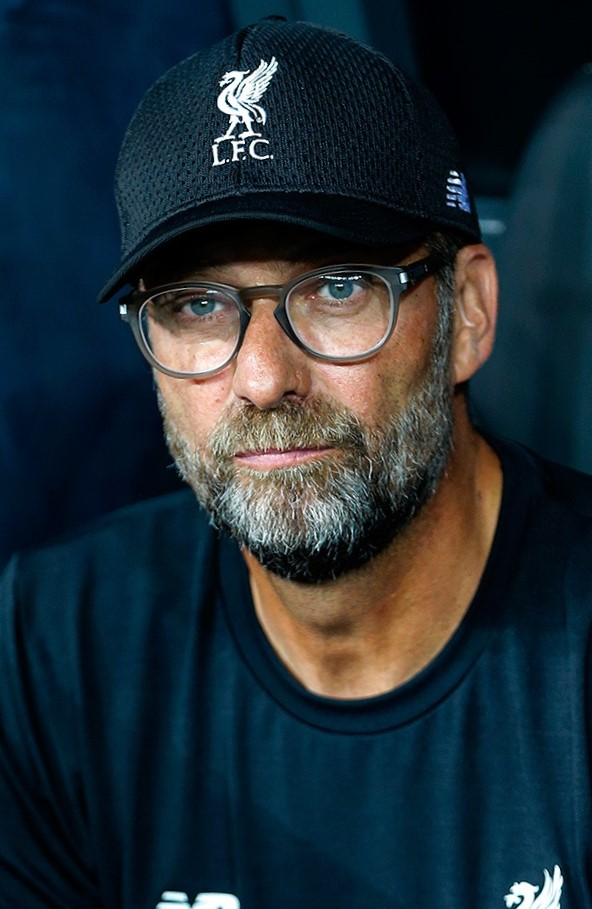
Jürgen Klopp

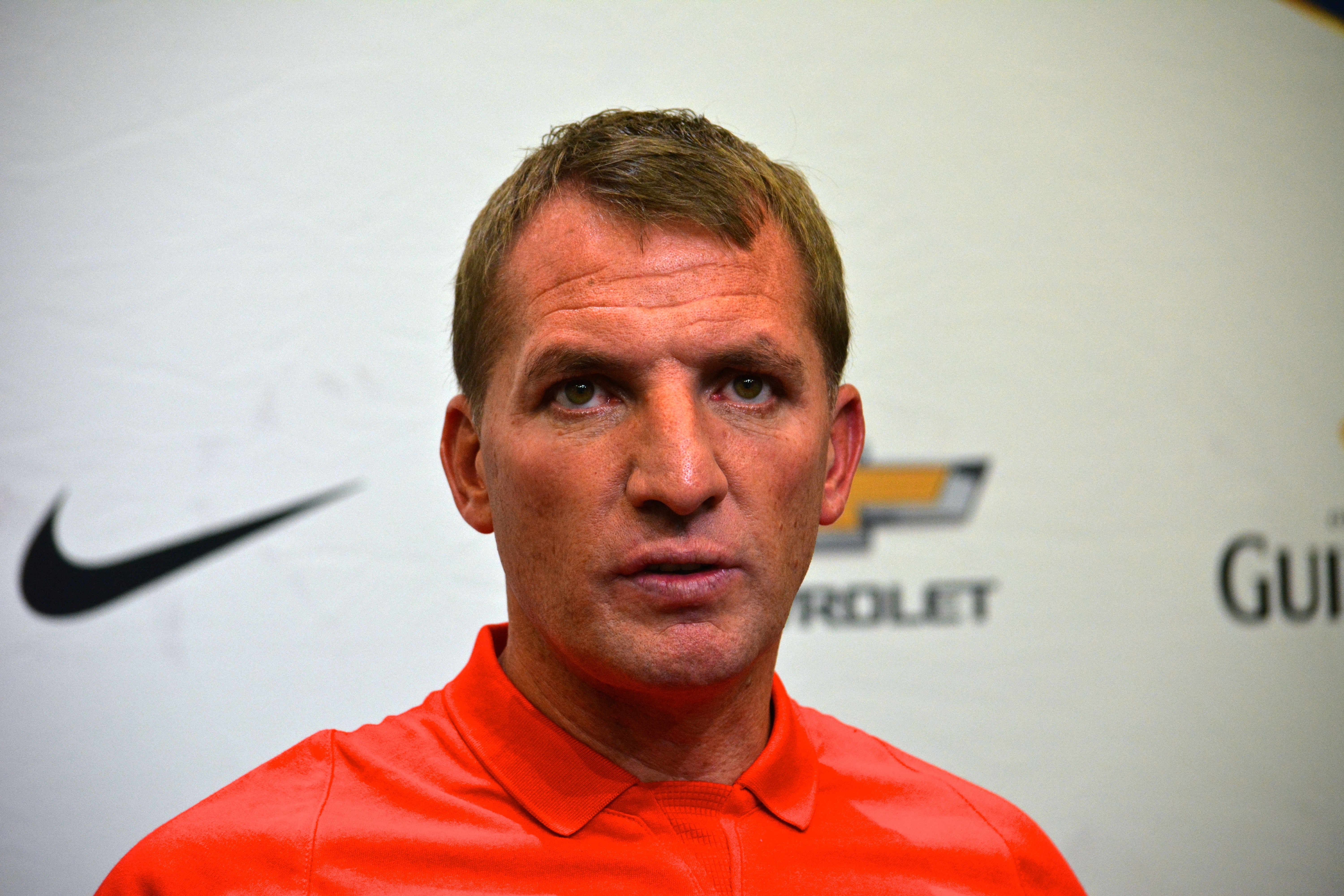
Brendan Rodgers

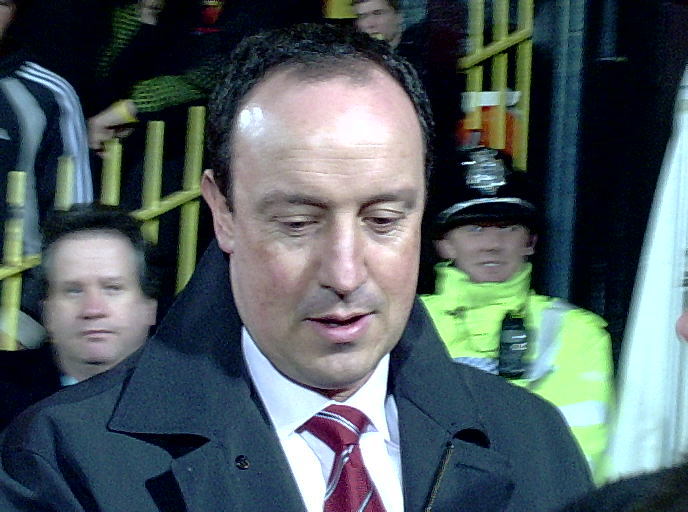
Rafael Benítez

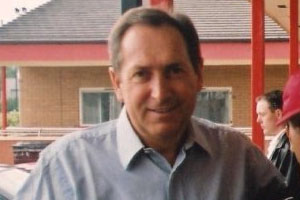
Gérard Houllier

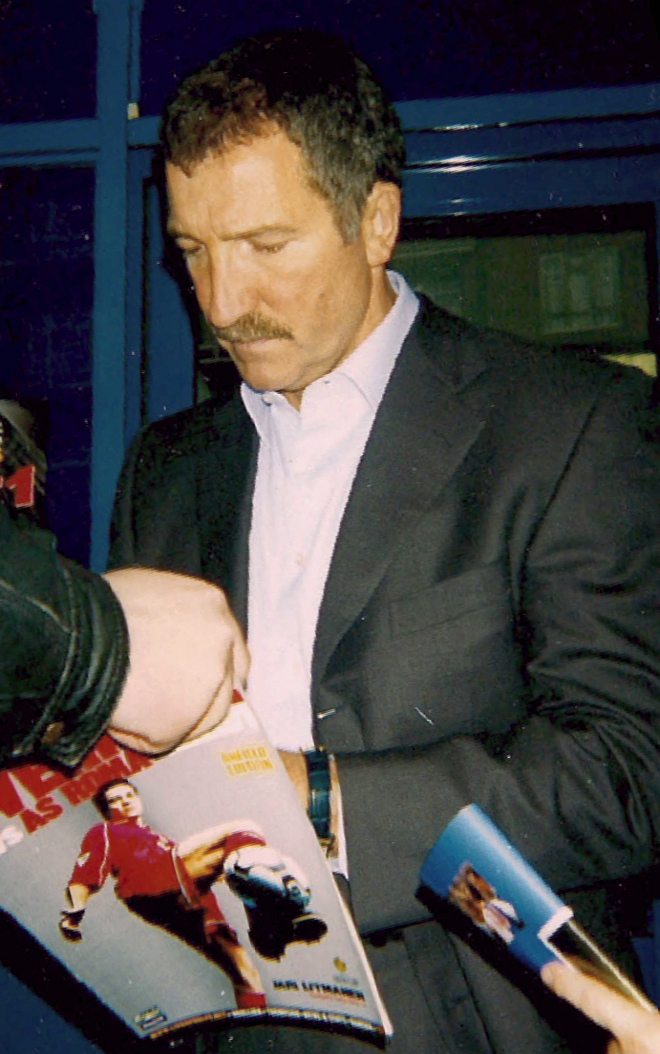
Graeme Souness

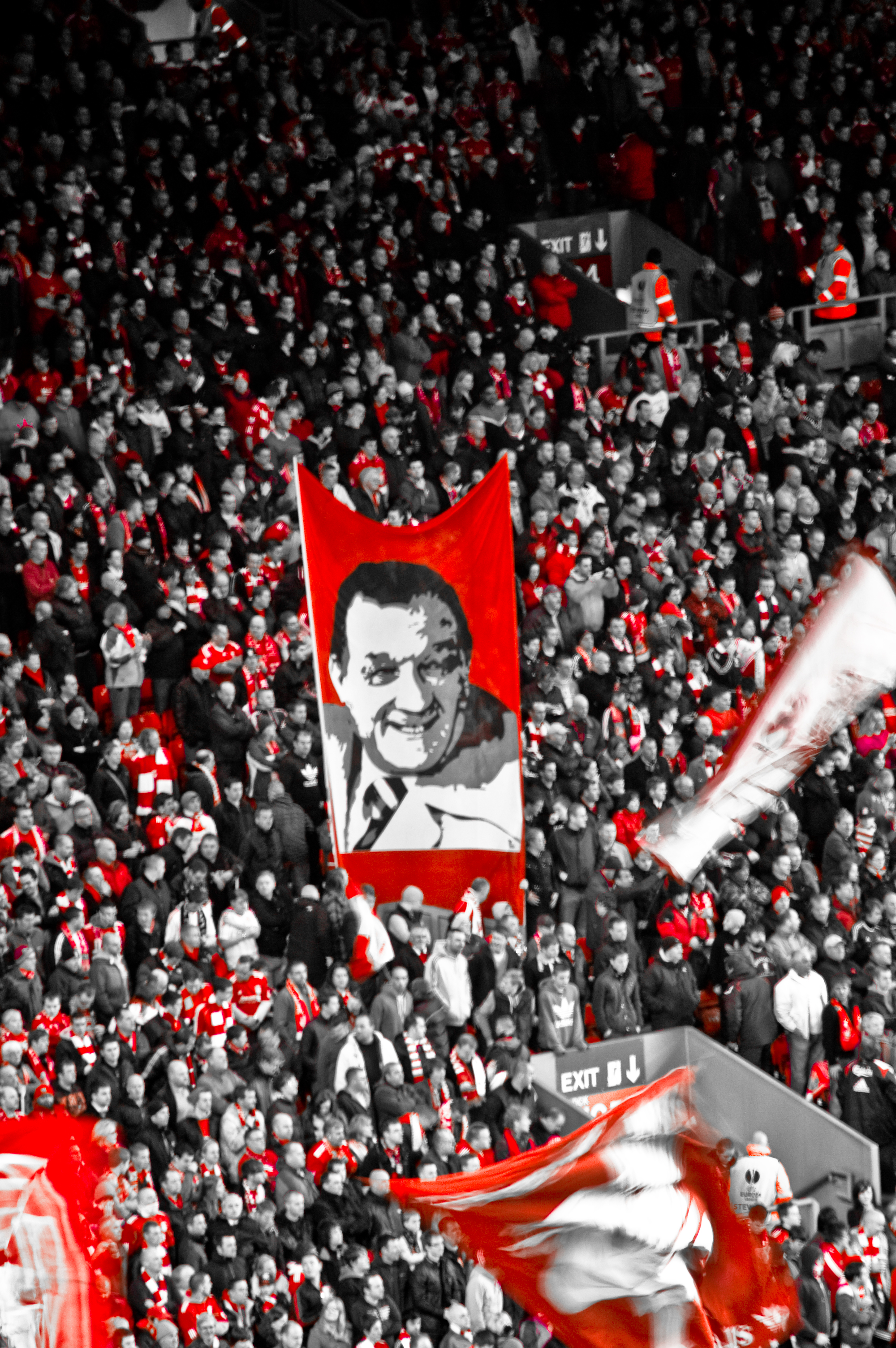
Bob Paisley

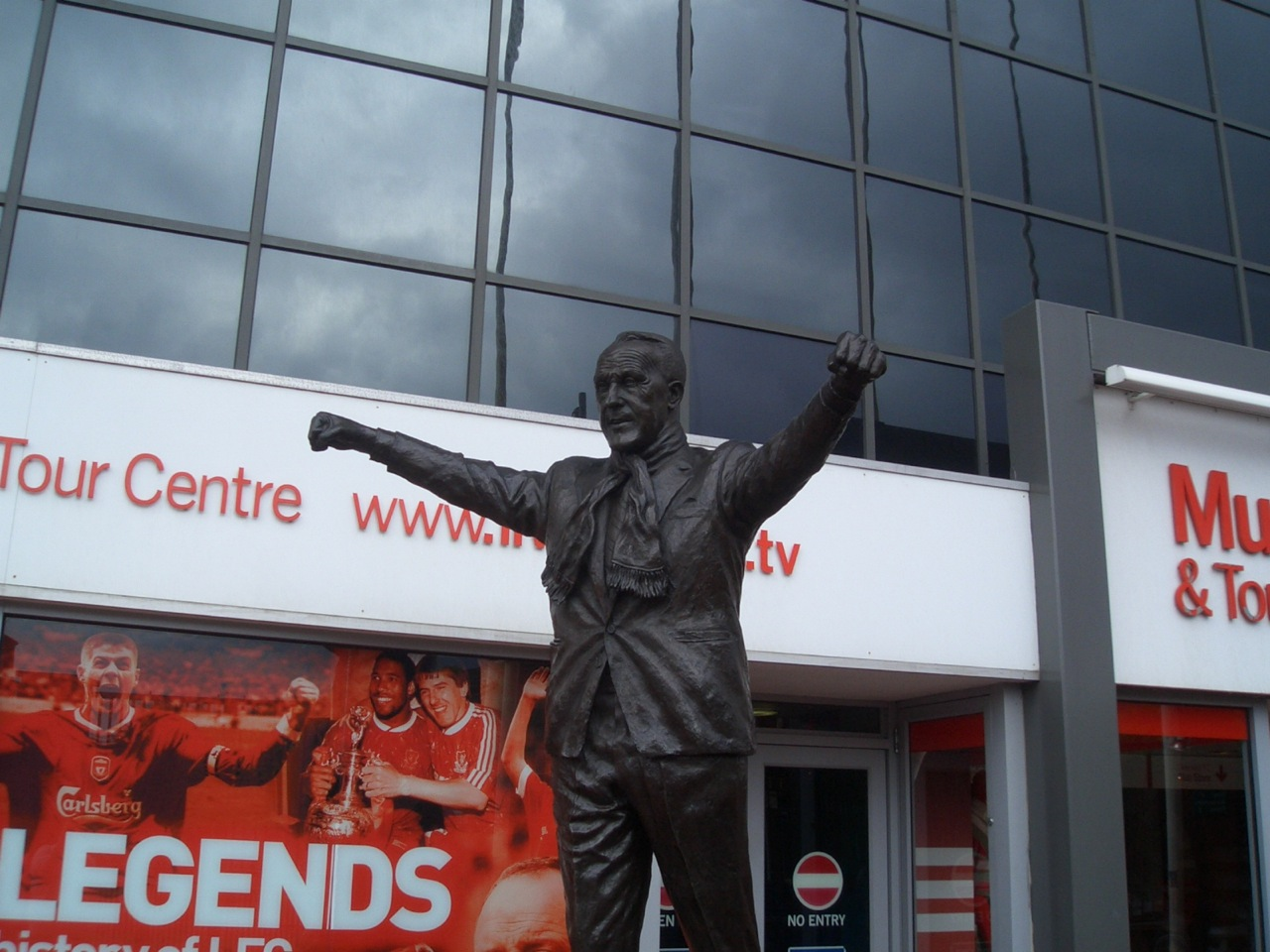
Een standbeeld van Bill Shankly

| Seizoen | Trainer(s)                            | Prijzen                                                        |
| ------- | ------------------------------------- | -------------------------------------------------------------- |
| 2024/25 | Arne Slot                             | Premier League                                                 |
| 2023/24 | Jürgen Klopp                          | League Cup                                                     |
| 2022/23 | Jürgen Klopp                          | Community Shield                                               |
| 2021/22 | Jürgen Klopp                          | FA Cup, League Cup                                             |
| 2020/21 | Jürgen Klopp                          | 0                                                              |
| 2019/20 | Jürgen Klopp                          | UEFA Super Cup, Wereldkampioenschap voor clubs, Premier League |
| 2018/19 | Jürgen Klopp                          | UEFA Champions League                                          |
| 2017/18 | Jürgen Klopp                          | 0                                                              |
| 2016/17 | Jürgen Klopp                          | 0                                                              |
| 2015/16 | Jürgen Klopp                          | 0                                                              |
| 2015/16 | Brendan Rodgers (tot 4 oktober 2015)  | 0                                                              |
| 2014/15 | Brendan Rodgers (tot 4 oktober 2015)  | 0                                                              |
| 2013/14 | Brendan Rodgers (tot 4 oktober 2015)  | 0                                                              |
| 2012/13 | Brendan Rodgers (tot 4 oktober 2015)  | 0                                                              |
| 2011/12 | Kenny Dalglish                        | League Cup                                                     |
| 2010/11 | Kenny Dalglish                        | 0                                                              |
| 2010/11 | Roy Hodgson (tot 8 januari 2011)      | 0                                                              |
| 2009/10 | Rafael Benítez                        | 0                                                              |
| 2008/09 | Rafael Benítez                        | 0                                                              |
| 2007/08 | Rafael Benítez                        | 0                                                              |
| 2006/07 | Rafael Benítez                        | Community Shield                                               |
| 2005/06 | Rafael Benítez                        | FA Cup, UEFA Super Cup                                         |
| 2004/05 | Rafael Benítez                        | UEFA Champions League                                          |
| 2003/04 | Gérard Houllier                       | 0                                                              |
| 2002/03 | Gérard Houllier                       | League Cup                                                     |
| 2001/02 | Gérard Houllier                       | Community Shield, UEFA Super Cup                               |
| 2000/01 | Gérard Houllier                       | FA Cup, League Cup, UEFA Cup                                   |
| 1999/00 | Gérard Houllier                       | 0                                                              |
| 1998/99 | Gérard Houllier                       | 0                                                              |
| 1998/99 | Roy Evans (tot 12 november 1998)      | 0                                                              |
| 1997/98 | Roy Evans (tot 12 november 1998)      | 0                                                              |
| 1996/97 | Roy Evans (tot 12 november 1998)      | 0                                                              |
| 1995/96 | Roy Evans (tot 12 november 1998)      | 0                                                              |
| 1994/95 | Roy Evans (tot 12 november 1998)      | League Cup                                                     |
| 1993/94 | Roy Evans (tot 12 november 1998)      | 0                                                              |
| 1993/94 | Graeme Souness (tot 28 januari 1994)  | 0                                                              |
| 1992/93 | Graeme Souness (tot 28 januari 1994)  | 0                                                              |
| 1991/92 | Graeme Souness (tot 28 januari 1994)  | FA Cup                                                         |
| 1990/91 | Graeme Souness (tot 28 januari 1994)  | 0                                                              |
| 1990/91 | Kenny Dalglish (tot 21 februari 1991) | Community Shield                                               |
| 1989/90 | Kenny Dalglish (tot 21 februari 1991) | First Division, Community Shield                               |
| 1988/89 | Kenny Dalglish (tot 21 februari 1991) | FA Cup, Community Shield                                       |
| 1987/88 | Kenny Dalglish (tot 21 februari 1991) | First Division                                                 |
| 1986/87 | Kenny Dalglish (tot 21 februari 1991) | Community Shield                                               |
| 1985/86 | Kenny Dalglish (tot 21 februari 1991) | First Division, FA Cup                                         |
| 1984/85 | Joe Fagan                             | 0                                                              |
| 1983/84 | Joe Fagan                             | First Division, League Cup, Europacup I                        |
| 1982/83 | Bob Paisley                           | First Division, League Cup, Community Shield                   |
| 1981/82 | Bob Paisley                           | First Division, League Cup                                     |
| 1980/81 | Bob Paisley                           | League Cup, Community Shield, Europacup I                      |
| 1979/80 | Bob Paisley                           | First Division, Community Shield                               |
| 1978/79 | Bob Paisley                           | First Division                                                 |
| 1977/78 | Bob Paisley                           | Community Shield, Europacup I, UEFA Super Cup                  |
| 1976/77 | Bob Paisley                           | First Division, Community Shield, Europacup I                  |
| 1975/76 | Bob Paisley                           | First Division, UEFA Cup                                       |
| 1974/75 | Bob Paisley                           | Community Shield                                               |
| 1973/74 | Bill Shankly                          | FA Cup                                                         |
| 1972/73 | Bill Shankly                          | First Division, UEFA Cup                                       |
| 1971/72 | Bill Shankly                          | 0                                                              |
| 1970/71 | Bill Shankly                          | 0                                                              |
| 1969/70 | Bill Shankly                          | 0                                                              |
| 1968/69 | Bill Shankly                          | 0                                                              |
| 1967/68 | Bill Shankly                          | 0                                                              |
| 1966/67 | Bill Shankly                          | Community Shield                                               |
| 1965/66 | Bill Shankly                          | First Division, Community Shield                               |
| 1964/65 | Bill Shankly                          | FA Cup, Community Shield                                       |
| 1963/64 | Bill Shankly                          | First Division                                                 |
| 1962/63 | Bill Shankly                          | 0                                                              |
| 1961/62 | Bill Shankly                          | Second Division                                                |
| 1960/61 | Bill Shankly                          | 0                                                              |
| 1959/60 | Bill Shankly                          | 0                                                              |
| 1959/60 | Phil Taylor (17 november 1959)        | 0                                                              |
| 1958/59 | Phil Taylor (17 november 1959)        | 0                                                              |
| 1957/58 | Phil Taylor (17 november 1959)        | 0                                                              |
| 1956/57 | Phil Taylor (17 november 1959)        | 0                                                              |
| 1955/56 | Don Welsh                             | 0                                                              |
| 1954/55 | Don Welsh                             | 0                                                              |
| 1953/54 | Don Welsh                             | 0                                                              |
| 1952/53 | Don Welsh                             | 0                                                              |
| 1951/52 | Don Welsh                             | 0                                                              |
| 1950/51 | Don Welsh                             | 0                                                              |
| 1950/51 | George Kay (januari 1951)             | 0                                                              |
| 1949/50 | George Kay (januari 1951)             | 0                                                              |
| 1948/49 | George Kay (januari 1951)             | 0                                                              |
| 1947/48 | George Kay (januari 1951)             | 0                                                              |
| 1946/47 | George Kay (januari 1951)             | First Division                                                 |
| 1945/46 | George Kay (januari 1951)             | 0                                                              |
| 1944/45 | George Kay (januari 1951)             | 0                                                              |
| 1943/44 | George Kay (januari 1951)             | 0                                                              |
| 1942/43 | George Kay (januari 1951)             | 0                                                              |
| 1941/42 | George Kay (januari 1951)             | 0                                                              |
| 1940/41 | George Kay (januari 1951)             | 0                                                              |
| 1939/40 | George Kay (januari 1951)             | 0                                                              |
| 1938/39 | George Kay (januari 1951)             | 0                                                              |
| 1937/38 | George Kay (januari 1951)             | 0                                                              |
| 1936/37 | George Kay (januari 1951)             | 0                                                              |
| 1935/36 | George Patterson                      | 0                                                              |
| 1934/35 | George Patterson                      | 0                                                              |
| 1933/34 | George Patterson                      | 0                                                              |
| 1932/33 | George Patterson                      | 0                                                              |
| 1931/32 | George Patterson                      | 0                                                              |
| 1930/31 | George Patterson                      | 0                                                              |
| 1929/30 | George Patterson                      | 0                                                              |
| 1928/29 | George Patterson                      | 0                                                              |
| 1927/28 | George Patterson                      | 0                                                              |
| 1927/28 | Matt McQueen (tot 15 februari 1928)   | 0                                                              |
| 1926/27 | Matt McQueen (tot 15 februari 1928)   | 0                                                              |
| 1925/26 | Matt McQueen (tot 15 februari 1928)   | 0                                                              |
| 1924/25 | Matt McQueen (tot 15 februari 1928)   | 0                                                              |
| 1923/24 | Matt McQueen (tot 15 februari 1928)   | 0                                                              |
| 1922/23 | Matt McQueen (tot 15 februari 1928)   | First Division                                                 |
| 1922/23 | David Ashworth (tot 12 februari 1923) | 0                                                              |
| 1921/22 | David Ashworth (tot 12 februari 1923) | First Division                                                 |
| 1920/21 | David Ashworth (tot 12 februari 1923) | 0                                                              |
| 1919/20 | David Ashworth (tot 12 februari 1923) | 0                                                              |
| 1918/19 |                                       | 0                                                              |
| 1917/18 |                                       | 0                                                              |
| 1916/17 |                                       | 0                                                              |
| 1915/16 |                                       | 0                                                              |
| 1914/15 | Tom Watson                            | 0                                                              |
| 1913/14 | Tom Watson                            | 0                                                              |
| 1912/13 | Tom Watson                            | 0                                                              |
| 1911/12 | Tom Watson                            | 0                                                              |
| 1910/11 | Tom Watson                            | 0                                                              |
| 1909/10 | Tom Watson                            | 0                                                              |
| 1908/09 | Tom Watson                            | 0                                                              |
| 1907/08 | Tom Watson                            | 0                                                              |
| 1906/07 | Tom Watson                            | 0                                                              |
| 1905/06 | Tom Watson                            | First Division                                                 |
| 1904/05 | Tom Watson                            | Second Division                                                |
| 1903/04 | Tom Watson                            | 0                                                              |
| 1902/03 | Tom Watson                            | 0                                                              |
| 1901/02 | Tom Watson                            | 0                                                              |
| 1900/01 | Tom Watson                            | First Division                                                 |
| 1899/00 | Tom Watson                            | 0                                                              |
| 1898/99 | Tom Watson                            | 0                                                              |
| 1897/98 | Tom Watson                            | 0                                                              |
| 1896/97 | Tom Watson                            | 0                                                              |
| 1895/96 | William E. Barclay & John McKenna     | Second Division                                                |
| 1894/95 | William E. Barclay & John McKenna     | 0                                                              |
| 1893/94 | William E. Barclay & John McKenna     | Second Division                                                |
| 1892/93 | William E. Barclay & John McKenna     | 0                                                              |